# Teddy Riley
Pour les articles homonymes, voir Riley.
Teddy Riley, de son vrai nom Edward Theodore Riley, né le 8 octobre 1967 à New York, dans l'État de New York, est un chanteur, auteur-compositeur et producteur de new jack swing, RnB et hip-hop américain. Il est surnommé le « Roi du new jack swing ». En 2015, VH1 considère que « c'est un génie dans la musique dont l'impact dans l'industrie musicale est vraiment sous-évalué. »

## Biographie

### Jeunesse et débuts
Edward Theodore Riley est né le 8 octobre 1967 dans le quartier de Harlem, à New York, dans l'État de New York, et a grandi aux St. Nicholas Projects. Il commence à jouer de la batterie à trois ans, puis de la guitare et de la trompette à cinq ans. À huit ans, il joue du piano pour son église le Little Flower Baptist.
Sous les conseils du producteur local Gene Griffin, Riley forme le très bref groupe Kids at Work. En 1985, il participe à la production de The Show de Doug E. Fresh and the Get Fresh Crew. À 17 ans, Riley produit le single Go See the Doctor de Kool Moe Dee. Publié sur un label indépendant en 1986, la chanson devient un succès et atteint la 89e place du Billboard Hot 100. Plus tard, il joue dans des groupes aux alentours de New York. Après la rencontre de Royal Bayyan, membre du groupe Kool and the Gang, Riley devient producteur et auteur-compositeur. En 1988, il participe au LP We Belong Together de Deja.

### Carrière musicale
En 1987, Riley se lance dans le groupe de chant Guy, aux côtés des frères Aaron Hall and Damion Hall. Ensemble, ils publient leur premier album éponyme, Guy le 13 juin 1988 au label MCA Records qui atteint la 27e place du Billboard 200. Après la publication du deuxième album The Future de Guy, et sa tournée promotionnelle, Riley coproduit la moitié de l'album Dangerous de Michael Jackson, sous les recommandations du producteur de ce dernier, Quincy Jones. Avec les singles coproduits par Riley Remember the Time, Jam et In the Closet, Dangerous reste l'album de new jack swing le mieux vendu de tous les temps avec 32 millions d'exemplaires vendus,.
Après la dissolution de Guy en 1992, Riley se consacre à la production, la performance et à la promotion du deuxième album de Wreckx-N-Effect, Hard or Smooth. À cette période résidant en Virginie, Riley découvre The Neptunes pendant l'enregistrement du single à succès Rump Shaker de Wreckx-N-Effect, auquel Pharell Williams est également crédité.
En 1996, il produit et chante sur le premier couplet du hit No Diggity avec en featuring Dr Dre et Queen Pen. Le morceau remporte un Grammy en 1998[réf. nécessaire]. Riley fait également partie de l'équipe de production QDT, avec DJ Quik et Snoop Dogg,,

## Discographie

### Albums studio
- 1994 : Nickel Bag of Tricks (Tuff City)
- 1996 : Harlem Sessions (Ol Skool Flava)
- 2001 : Blackrock (non publié)

### Productions
- Abstrac - Right and Hype
- Al B. Sure! - In Effect Mode
- Big Daddy Kane - I Get the Job Done
- Big Bub - Timeless
- Blackstreet - No Diggity
- Boyz II Men - Flow
- Debbie Harry - More Into The Bleach
- Déjà - Made Love Together (1988)
- DJ Jazzy Jeff & the Fresh Prince - Code Red
- EXO-M & EXO-K - What Is Love
- F(x) - All Night
- Full Of Harmony - G.O.O.D. Times
- Girls' Generation - The Boys (2011)
- Heavy D & the Boyz - Somebody for Me
- Hi-Five - I Like the Way
- Jay-Z - In My Life Time Vol. 1
- Jay Park - Demon (2011)
- Johnny Kemp - Secrets of Flying (1987)
- K-Ci & JoJo - All My Life: Their Greatest Hits
- Lady Gaga - Teeth
- Lord Tariq & Peter Gunz - Make It Reign
- Tammy Lucas - Is It Good To You
- Mary J Blige - What the 411? (Remix)
- Men of Vizion - Personal
- Michael Jackson - Dangerous (7 titres), Blood On The Dance Floor (2 titres), Invincible (3 titres), Michael (3 titres)
- Nate Dogg  - The hardest man in town
- Nayobe - I Love the Way You Love Me
- Patti LaBelle - Gems
- Queen Pen - My Melody
- Rampage  - Scouts Honor...By Way of Blood (Busta Rhymes)
- Rania - Dr Feel Good, Masquerade (2011)
- SHINee - Sherlock
- Sisqo - Can I Live
- SWV - Right Here
- Taral Hicks - This Time
- The Winans - Return
- Tony Thompson - I Wanna Love Like That
- Whitney Houston - Step by Step (Remix)

### Bandes-son et featurings
- Bulletproof (bande-son) - Tha Show (Wreckx N Effect & Heat)
- Get On the Bus (bande-son)
- New York Undercover (bande-son)
- Blackman (bande-son)
- Do the Right Thing (bande-son)
- Hitch (bande-son)
- Money Train (bande-son)
- Free Willy (bande-son)
- Frankie Knuckles - Choic a Collection Classic (mix)

## Prix
2 Grammy Awards 
- No Diggity - Grammy Awards (1997)
- Dangerous - Grammy Awards (1992)

3 Nominations Grammy Awards 
- No Diggity - Nominations "Best Rhythm & Blues Song"
- Jam (Single) - Nominations "Best Rhythm & Blues Song
- Nominations - Producer Of The Year (Non-Classical)